# Eustracije Nicejski
Eustracije Nicejski (grč. Εὐστράτιος; o. 1050./1060. – o. 1120.) bio je metropolit Niceje te učenik Ivana Itala, koji je smatran heretikom.
Nekoliko godina nakon suđenja Italu, Eustracije je pisao o uporabi ikona te je njegov tekst bio protivan učenju biskupa Leona od Halkedona, koji je bio optužio cara Aleksija I. Komnena u svom djelu, nazvavši ga bogohulnikom i ikonoklastom. Aleksije je postao Eustracijev prijatelj te je Aleksijeva kći Ana Komnena napisala da je taj metropolit bio vrlo mudar. Ipak, godine 1117., Eustracije — koji je pisao komentare na Aristotelova djela — optužen je za herezu.